# Ypthima argentata
Ypthima argentata är en fjärilsart som beskrevs av Max Bartel 1905. Ypthima argentata ingår i släktet Ypthima och familjen praktfjärilar. Inga underarter finns listade i Catalogue of Life.